# Любовта има женско лице
„Любовта има женско лице“ (на испански: El amor tiene cara de mujer) е мексиканска теленовела от 1971 г., режисирана от Фернандо Вагнер и продуцирана от Валентин Пимстейн за Телевиса. Адаптация е на аржентинската теленовела със същото име от 1964 г., създадена от Нене Каскаяр. Състои се от 760 епизода, което я прави най-продължителната теленовела.
В главните роли са Силвия Дербес, Ирма Лосано, Иран Еори и Луси Гаярдо.

## Сюжет
Внимание:  Текстът по-долу разкрива сюжета на произведението (или части от него)!
Историята представя живота на четири жени, от различни възрасти и социални класи, които работят в престижен Институт за красота. Те са: Лаура, Матилде, Вики и Луси, които всеки ден ще трябва да се справят с личните си проблеми, но те умеят и да се наслаждават на радостите в живота и приятелството, което ги свързва.

## Актьори
Част от актьорския състав:
- Силвия Дербес – Лаура Валдес
- Ирма Лосано – Матилде Суарес
- Иран Еори – Виктория Гаярдо и Пиментел
- Луси Гаярдо – Луси Ескала
- Клаудио Обрегон – Пабло Ланда
- Хавиер Марк – Фернандо Угалде
- Хорхе Ортис де Пинедо – Густаво Артиага
- Мария Еухения Риос – Консуело вдовица де Суарес
- Рубен Рохо – Хулио
- Мигел Корсега – Алберто
- Карина Дупрес
- Анхелика Арагон

## Премиера
Премиерата на Любовта има женско лице е на 12 юли 1971 г. по Canal 2. Последният 760. епизод е излъчен през 1972 г.